# Лыжные ботинки
Лы́жные боти́нки — специальная обувь, предназначенная для использования вместе с лыжами. Существуют горнолыжные ботинки, ботинки для беговых лыж и другие.

## Горнолыжные ботинки

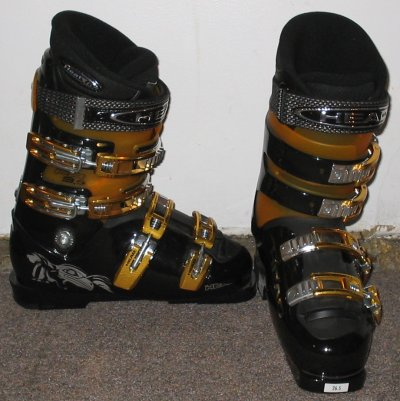
Горнолыжные ботинки

Горнолыжные ботинки — специальная обувь, предназначенная для использования с горными лыжами. С лыжами соединяются и носок, и пятка через подпружиненные крепления. Стандартом на крепление горнолыжных ботинок является ISO 5355. Современные лыжные ботинки имеют высокие голенища: примерно до середины голени. В этом отношении они ближе к сапогам, чем к ботинкам. Подошва современных горнолыжных ботинок не гнётся вообще, поэтому ходить в них неудобно. Для облегчения этого неудобства, и для защиты подошв ботинок при ходьбе по твёрдым поверхностям на них можно надеть специальные резиновые накладки. Также, современные горнолыжные ботинки для начинающих и среднего уровня могут иметь переключатель для ходьбы, который уменьшает жёсткость голенища.
Большинство современных лыжных ботинок в основном имеют четыре застёжки, так как большее число практически не имеет преимуществ, а меньшее число не обеспечивают достаточно плотного облегания ботинком ноги, которое требуется всем лыжникам кроме начинающих. Конструктивно современные горнолыжные ботинки состоят из двух частей:
- внешнего полужёсткого ботинка из специального пластика, обеспечивающего нужную жёсткость ботинка, защиту от ветра, снега, и частично от воды
- и внутреннего мягкого ботинка, предназначенного для обеспечения комфорта ноги, включая термоизоляцию; заодно даёт некоторую защиту от воды.

## Ботинки для беговых лыж
В случае беговых лыж к лыже крепится только носок ботинка. Подошва ботинка позволяет сгибание, ходьба в таких ботинках достаточно удобна.